# Supernova (album Exodusu)
Supernova – drugi album polskiej grupy rockowej Exodus, nagrany pod koniec 1981, a wydany w 1982 roku.

## Lista utworów

### WydaniePolskie Nagrania „Muza”(1982)
Strona A
1. „Powstanie Supernowej” – 6:45
2. „Jeszcze czekam” – 4:45
3. „Piosenka bez sensu” – 3:50
4. „Znów słyszę wołanie” – 4:55

Strona B
1. „Niedawno tak, pewnego dnia” – 3:05
2. „Wielki wyścig” – 6:12
3. „Dreszcze” – 4:50
4. „Płynąca marzeń rzeka” – 6:08

### WydanieMetal Mind Productions(2006)
1. „Powstanie supernowej” – 6:45
2. „Jeszcze czekam” – 4:39
3. „Piosenka bez sensu” – 3:52
4. „Znów słyszę wołanie” – 5:10
5. „Niedawno tak, pewnego dnia” – 3:06
6. „Wielki wyścig” – 6:22
7. „Dreszcze” – 4:55
8. „Płynąca marzeń rzeka” – 6:00
9. „Czy będzie znów szósty dzień” – 6:50
10. „Ponury pejzaż” – 6:06
11. „Ten świat jest nasz” – 6:17
12. „Inaczej też mogło być” – 5:01
13. „W kalendarzu mego życia” – 6:07

- utwory 9-11 nagrane w 1981 roku dla Polskiego Radia Warszawa
- utwory 12 i 13 nagrane we wrześniu 1982 roku dla Polskiego Radia Warszawa

## Skład zespołu
- Paweł Birula – śpiew, gitara dwunastostrunowa
- Andrzej Puczyński – gitara
- Władysław Komendarek – instrumenty klawiszowe
- Wojciech Puczyński – gitara basowa
- Zbigniew Fyk – perkusja

## Wydania
- Pierwsze wydanie (winylowe): Polskie Nagrania „Muza” SX 2108 (1982)
- Drugie wydanie (CD): Polskie Nagrania „Muza” PNCD 762 (2004)
- Trzecie wydanie : CD "Metal Mind Production" MM CD 0405 (2006) - w ramach boxu The Most Beautiful Dream- Anthology 1977-1985
- Czwarte wydanie (CD): Metal Mind Productions MMP CD 0405 (2006) - jako osobny digipack
- Piąte wydanie (CD): Warner Music Poland (2018)